# Jeremiah Attaochu
Jeremiah Ojimaojo Attaochu, detto Jerry (Ibadan, 17 gennaio 1993), è un giocatore di football americano nigeriano che gioca nel ruolo di linebacker per i Chicago Bears della National Football League (NFL). Fu scelto nel corso del secondo giro (50º assoluto) del Draft NFL 2014. Al college giocò a football alla Georgia Institute of Technology.

## Carriera universitaria
Dopo aver giocato a football per la Archbishop Carroll High School di Washington,  presso la quale giocò sia come linebacker che come defensive end, Attaochu accettò la borsa di studio offertagli da Georgia Tech, nonostante altre tre proposte avanzategli da altrettanti atenei (Illinois, Kansas State e  Syracuse), nella quale giocò come defensive end.
Come freshman, Attaochu giocò in tutte e 12 le partite della stagione regolare, scendendo in campo come titolare nell'Independence Bowl, chiudendo la stagione con 23 tackle (18 solitari) di cui 4 con perdita di yard, 3 sack ed una pressione sul quarterback messi a referto. L'anno seguente scese in campo in 11 incontri, partendo 10 volte come titolare e saltando due incontri a causa di un infortunio. Ciò non gli impedì comunque di guidare la sua squadra in tackle con perdita di yard (11,5) e sack (6), e di chiudere al terzo posto in tackle totali (59). Egli inoltre mise a referto un intercetto, 2 passaggi deviati ed un fumble recuperato.
Nel 2012 tornò a disputare 13 incontri (tutti come titolare), durante i quali mise a segno 69 tackle (di cui 44 solitari e 12 con perdita di yard), 10 sack, un fumble forzato ed uno recuperato, e 2 sack nell'ACC Championship Game perso da Georgia Tech 21-15 contro Florida State. Nel 2013 in 13 partite (ancora una volta tutte disputate come titolare) mise a segno 45 tackle di cui 16 con perdita di yard, 12,5 sack, 2 passaggi deviati ed un fumble forzato, venendo eletto nel First-team All-ACC e Third team All-American. Egli chiuse la sua carriera a Georgia Tech con 31,5 sack complessivi in 4 stagioni e divenne così, nell'ambito del proprio ateneo, primatista di tutti i tempi nella specialità, dopo aver staccato Greg Gathers che tra il 1999 ed il 2002 mise a segno 31 sack.

### Vittorie e premi

#### Università
- Sun Bowl: 1

Georgia Tech Yellow Jackets: 2012

#### Individuale
- Third team All-American: 1

2013
- First-team All-ACC: 1

2013

## Carriera professionistica

### San Diego/Los Angeles Chargers
Attaochu era considerato uno dei migliori linebacker eleggibili nel Draft NFL 2014, nel quale era pronosticato per essere selezionato durante il secondo giro. Il 10 maggio fu scelto come 50º assoluto dai San Diego Chargers ed 11 giorni dopo firmò il suo primo contratto da professionista, un quadriennale da 4,2 milioni di dollari di cui 1,37 garantiti alla firma.
Attaochu debuttò tra i professionisti nel primo Monday Night Football della stagione regolare, perso da San Diego per 18-17 contro gli Arizona Cardinals padroni di casa mettendo, a segno 3 tackle, un sack ed un fumble forzato ai danni di Carson Palmer. La sua prima stagione si chiuse con 10 tackle e 2 sack in 11 presenze.

### Denver Broncos
Il 1º ottobre 2019 Attaochu firmò com i Denver Broncos.

## Statistiche
| Partite totali      | 61   |
| Partite da titolare | 18   |
| Tackle totali       | 113  |
| Sack                | 15,5 |
| Intercetti          | 0    |
| Fumble forzati      | 3    |

Statistiche aggiornate alla stagione 2019